# Ternstroemia papuana
Ternstroemia papuana är en tvåhjärtbladig växtart som beskrevs av Lauterbach. Ternstroemia papuana ingår i släktet Ternstroemia och familjen Pentaphylacaceae. Inga underarter finns listade i Catalogue of Life.